# Gurimita
La gurimita és un mineral de la classe dels òxids que pertany al grup de la tuïta. Rep el nom de l'anticlinal de Gurim, a Israel, la seva localitat tipus.

## Característiques
La gurimita és un vanadat de fórmula química Ba₃(VO₄)₂, un dels minerals de bari més senzills. Va ser aprovada com a espècie vàlida per l'Associació Mineralògica Internacional l'any 2013, sent publicada per primera vegada el 2017. Cristal·litza en el sistema trigonal.
L'exemplar que va servir per a determinar l'espècie, el que es coneix com a material tipus, es troba conservat a les col·leccions del Museu d'Història Natural de Berna, a Suïssa, amb el número de catàleg: 4210.

## Formació i jaciments
Va ser descoberta a Israel, concretament a l'anticlinal de Gurim, situat a la conca de l'Hatrurim, a Tamar (Districte del Sud). També ha estat descrita a la localitat tipus de l'aradita, també al consell regional de Tamar, així com a la formació Hatrurim, a l'Orient Mitjà.